# Василка Гочева
Васила (Василка) Христова Гочева е българска учителка и революционерка, одрински деец на Вътрешната македоно-одринска революционна организация.

## Биография
Василка Гочева е роден в 1881 година в Свиленград в Османската империя, днес в България. В 1898 година завършва Солунската българска девическа гимназия и започва работа като учителка в Димотика, където води борба с местната гъркомания. В 1900 година Гочева е в основата на организирания в Димотика комитет на ВМОРО. По-късно се мести в Дедеагач и Лозенград. В 1902 година е единствената жена, избрана за депутат на Пловдивския конгрес, но не успява да присъства. Заболява от туберкулоза. В 1908 година заминава за София, където в 1909 година умира.